# スポーツユーティリティトラック

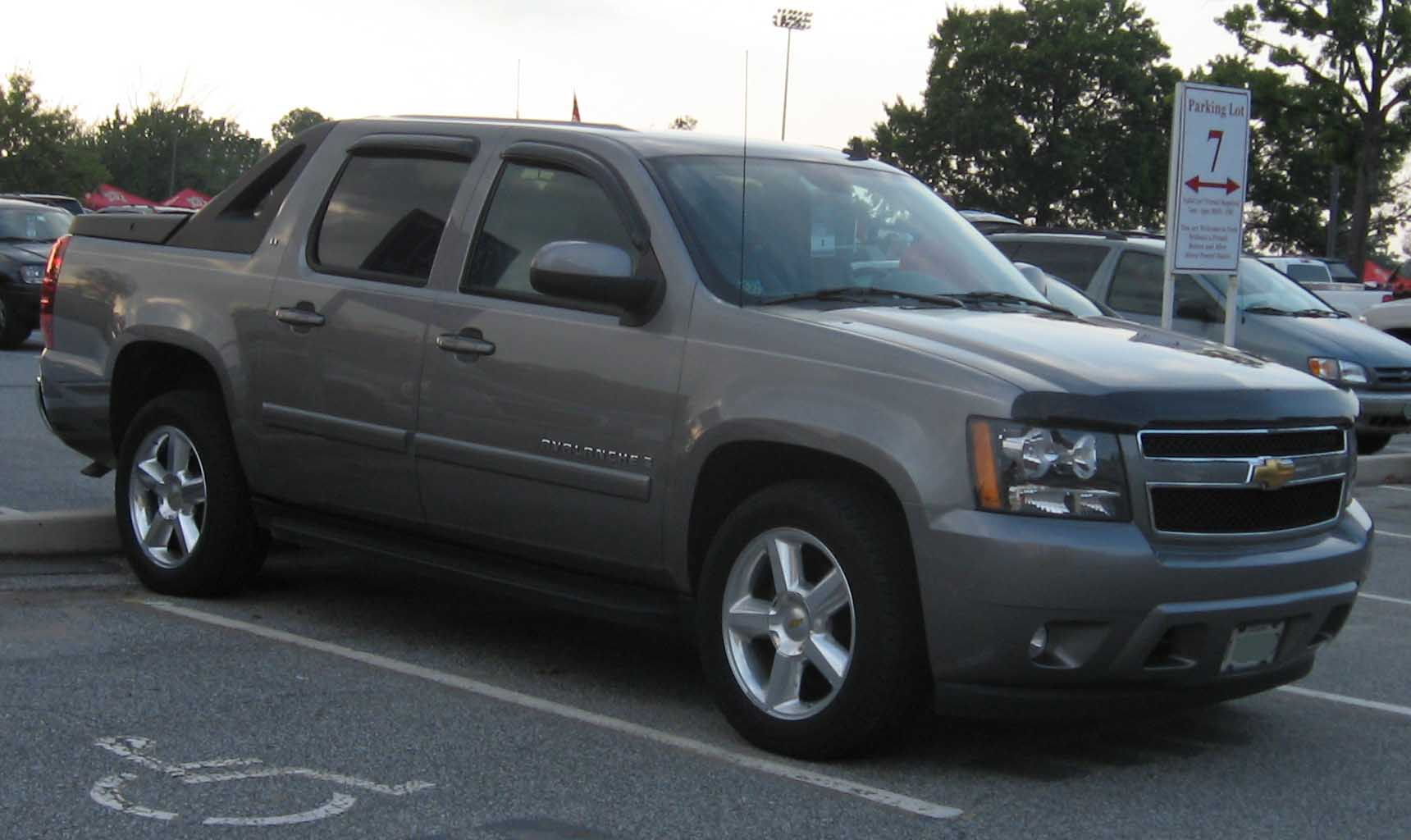
代表的なSUTの一つ、シボレー・アバランチ

スポーツユーティリティトラック (Sport Utility Truck, SUT) とは、ピックアップトラックとSUVを融合した性格の自動車。マーケティング用語であるため明確な定義は存在しないが、SUVや乗用車から派生し、4ドアのキャビンはそのままにリアセクションをオープンベッド化している車種が多い。
この用語を最初に使用したのは、フォードが2000年に発表したエクスプローラー派生の中型ピックアップであるエクスプローラースポーツトラックとされる。翌2001年にはゼネラルモーターズが初のフルサイズSUTであるシボレー・アバランチ/キャデラック・エスカレードEXTを発表した。アバランチ/エスカレードEXTは可倒式の後席と「ミッドゲート」を備え、長い荷物の積載を可能とした。その後、スバル・バハ、ホンダ・リッジライン、さらにハマーのH2 SUTとH3T、双竜自動車のムッソースポーツ、アクティオンスポーツ、コランドスポーツが市場に投入されたが、2012年時点で販売が行われているのはアバランチ/エスカレードEXT、リッジライン、コランドスポーツのみとなっている。
なお、シボレー・エルカミーノやスバル・ブラットなどのように乗用車をベースに作られた2ドアのキャビンを備えたものはSUTではなくクーペユーティリティ (en:Coupé utility) と呼ばれる。

## 代表的なSUT
- GM車
  - シボレー・アバランチ（2001年-2013年）
  - キャデラック・エスカレードEXT（2001年-2013年）
  - ハマー・H2 SUT（2005年-2009年）
  - ハマー・H3T（2009年-2010年）
- フォード・エクスプローラー スポーツトラック（2000年-2010年）
- スバル・バハ（2002年-2006年）
- ホンダ・リッジライン（2005年-現在）
- トヨタ・タンドラ クルーマックス（2007年-現在）
- サンヨン・レクストンスポーツ(2018年-現在)
- サンヨン・ムッソー - SUVを主流とする初代モデルにはSUTの｢ムッソースポーツ｣が追加(2002年-2005年)され、その後レクストンスポーツの欧州名として使用された。
- メルセデス・ベンツ・G 63 AMG 6x6 (2013年-2015年、en: Mercedes-AMG G 63 6x6)
- 三菱・トライトン

### 近似車種

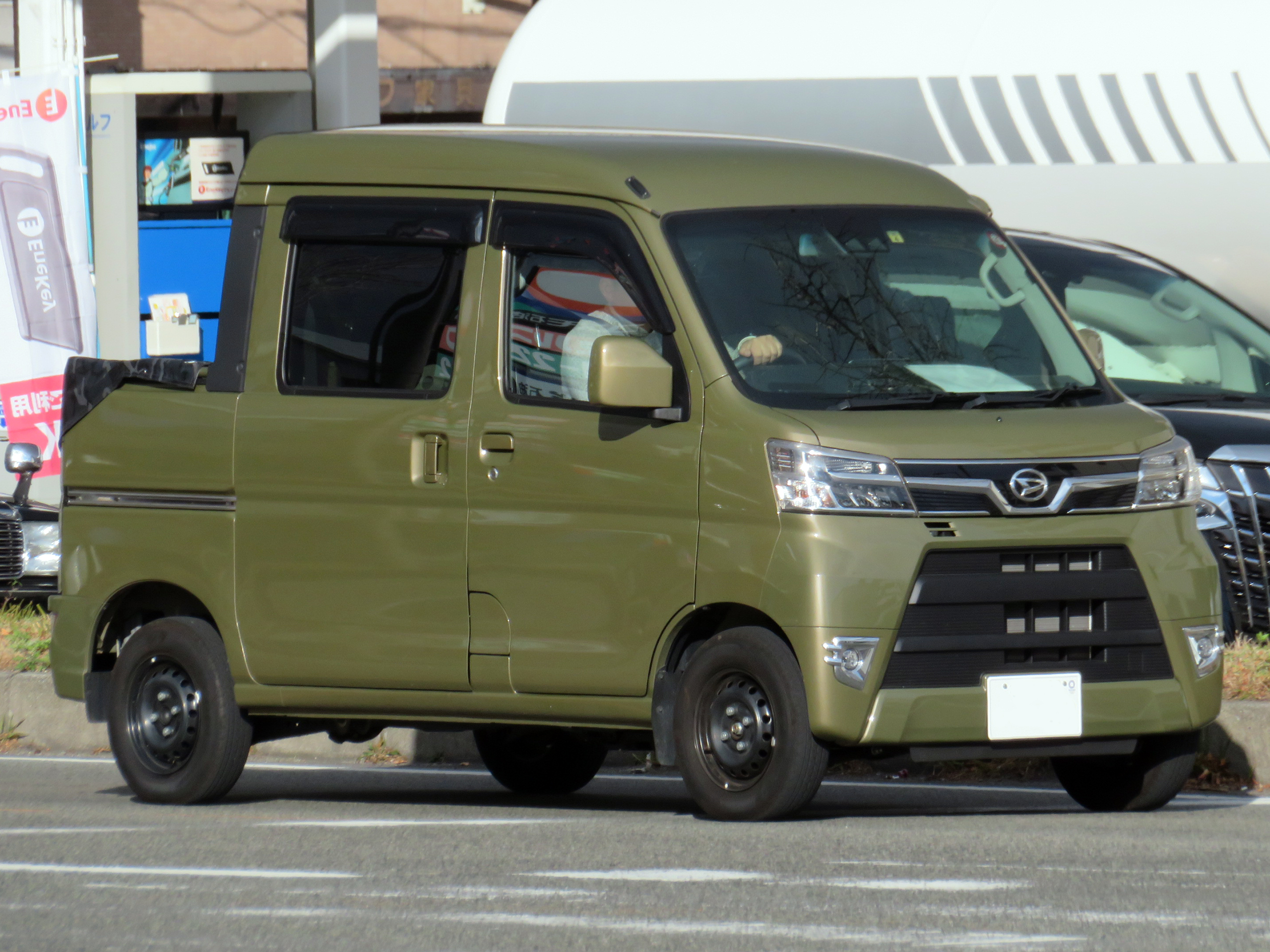
日本における近似車種の例、ダイハツ・ハイゼット デッキバン。

- ダイハツ・ハイゼット デッキバン(アトレー デッキ、スバル・サンバー オープンデッキ) - ｢『街の電器屋さん』が冷蔵庫を運べるように｣と開発された、ワンボックスカーのラゲッジスペースをオープンベッドにした4人乗り軽トラックという和製SUTの先駆けとも言える手法で制作された車両。法的にもピックアップ扱いである他、商用・レジャー用の双方で活用される点も近似している。なおハイゼットには1988年以降設定され続けているが、同様の特装車(オープンベッド状態で市販されるもの)は他には三菱・ミニキャブ/日産・クリッパーに一時期(U61/71系)存在したのみである。
- トヨタ・bB - 初代モデルにはSUT同様ラゲッジスペースをオープンベッド化した｢オープンデッキ｣が存在する。